# James Thompson (roeier)
James Thompson (Kaapstad, 18 november 1986) is een Zuid-Afrikaans roeier. Thompson maakte zijn debuut tijdens de Wereldkampioenschappen roeien 2007 met een zeventiende plaats in de lichte-vier-zonder-stuurman. Thompson behaalde de gouden medaille tijdens de Olympische Zomerspelen 2012 in de lichte-vier-zonder-stuurman. Tijdens de Wereldkampioenschappen roeien 2014 kwam Thompson uit in de lichte-dubbel-twee en behaalde de wereldtitel. Op de Olympische Zomerspelen 2016 greep Thompson net naast de medailles met een vierde plaats in de lichte-dubbel-twee.

## Resultaten
- Wereldkampioenschappen roeien 2007 in München 17e in de lichte-vier-zonder-stuurman
- Wereldkampioenschappen roeien 2009 in Poznań 12e in de lichte-dubbel-twee
- Wereldkampioenschappen roeien 2010 in Cambridge 11e in de lichte-vier-zonder-stuurman
- Wereldkampioenschappen roeien 2011 in Bled 11e in de lichte-vier-zonder-stuurman
- Olympische Zomerspelen 2012 in Londen  in de lichte-vier-zonder-stuurman
- Wereldkampioenschappen roeien 2013 in Chungju 6e in de lichte-vier-zonder-stuurman
- Wereldkampioenschappen roeien 2014 in Amsterdam  in de lichte-dubbel-twee
- Wereldkampioenschappen roeien 2015 in Aiguebelette-le-Lac 4e in de lichte-dubbel-twee
- Olympische Zomerspelen 2016 in Rio de Janeiro 4e in de lichte-dubbel-twee

1996: Victor Feddersen & Niels Henriksen & Thomas Poulsen & Eskild Ebbesen ·
2000: Laurent Porchier & Jean-Christophe Bette & Yves Hocdé & Xavier Dorfman ·
2004: Thor Kristensen & Thomas Ebert & Stephan Mølvig  & Eskild Ebbesen ·
2008: Mads Kruse Andersen & Eskild Ebbesen & Thomas Ebert & Morten Jørgensen·
2012: James Thompson & Matthew Brittain & John Smith & Sizwe Ndlovu ·
2016: Mario Gyr & Simon Niepmann & Simon Schürch & Lucas Tramèr